# Decreto Spotorno
En la Historia de Cuba se conoce como Decreto Spotorno al Decreto promulgado por la Cámara de Representantes durante la Guerra de los Diez Años, a virtud del cual sería condenado a muerte y pasado por las armas todo emisario, español o cubano, que se presentara en el campo de la insurrección haciendo proposiciones de paz, no basadas en los principios sustentados por los cubanos rebeldes, a saber, la independencia de Cuba y la abolición de la esclavitud.
Este decreto fue propuesto por Juan B. Spotorno (de ahí su nombre), y fue derogado en diciembre de 1877 con el objetivo de permitir las negociaciones que finalmente culminaron con el Pacto del Zanjón.
- Datos: Q5801177